# 段家堡乡 (张家口市)
段家堡乡，是中华人民共和国河北省张家口下花园区下辖的一个乡镇级行政单位。

## 行政区划
段家堡乡下辖以下地区：
段家堡村、刘家庄村、李家梁村、烧坡里村、石胡里村、黄家楼村、观音堂村和牛心山村。